# Greg Woodard
Greg Woodard (Nova York, 1 de gener de 1970) és un exjugador de basquetbol estatunidenc, que mesurava 1,98 metres d'alçària i jugava en la posició d'aler.
Es va formar com a jugador a l'institut McQuaide Jesuit de Rochester, al seu Nova York natal, i el 1988 entra a formar part de la Universitat de Villanova, disputant amb ells la NCAA. Hi va jugar fins al 1992 quan, tot i no ser triat en el draft, participa en el campus de pretemporada de l'NBA amb els New York Knicks. En el mes d'octubre d'aquell mateix any és contractat pel Ferrys Llíria de la lliga ACB, per substituir el lesionat Scott Roth. Jugaria un total de 9 partits, amb una mitjana de 16 punts per partit. El 1993 juga al Valence de la lliga francesa, i la temporada 94-95 torna a la lliga espanyola contractat pel 7up Joventut. Woodard va ser tallat durant la pretemporada sense disputar cap partit oficial, i creua l'Atlàntic per jugar amb l'Atlético Santa Paula Gálvez la lliga argentina, substituint Eric Monroe. Un cop acabada la temporada a l'Argentina se'n va tornar a Rochester i va completar un grau superior en administració d'empreses, treballant a partir de llavors en el món de les inversions en grans corporacions.